# Zwischenzeit (Verkehrstechnik)
In der Straßenverkehrstechnik versteht man unter Zwischenzeit (auch Schutzzeit) die Zeit, die an durch Lichtsignalanlagen signalisierten Knotenpunkten zwischen dem Ende der Grünzeit (Freigabezeit) eines räumenden Verkehrsstroms und dem Beginn der Grünzeit eines einfahrenden Verkehrsstroms verstreichen muss. Durch das Einhalten der Zwischenzeit wird sichergestellt, dass der räumende Verkehr nicht in Konflikt mit dem einfahrenden Verkehr (so genannter Kollisionsfall) gerät.
Die Dauer der Zwischenzeit variiert je nach Anzahl der Verkehrsströme und den Längen der Räum- und Einfahrwege. In Deutschland ist die Berechnung nach den Richtlinien für Lichtsignalanlagen (RiLSA) vorgeschrieben.
Bei kleineren Knotenpunkten liegen die Zwischenzeiten der Fahrzeugverkehrsströme untereinander in der Regel bei etwa sechs bis sieben Sekunden. An besonders großen Knotenpunkten können die Schutzzeiten zwischen räumenden Fußgängerverkehrsströmen und kreuzenden Fahrzeugverkehrsströmen mehr als 20 Sekunden betragen.

## Berechnung der Zwischenzeit
{\displaystyle {\text{Zwischenzeit}}\quad t_{\mathrm {Z} }={\text{Überfahrzeit}}\quad t_{\text{ü}}+{\text{Räumzeit}}\quad t_{\mathrm {r} }-{\text{Einfahrzeit}}\quad t_{\mathrm {e} }}

mit

{\displaystyle {\text{Räumzeit}}\quad t_{\mathrm {r} }={\frac {{\text{Räumweg}}\quad s_{\mathrm {r} }}{{\text{Räumgeschwindigkeit}}\quad v_{\mathrm {r} }}}={\frac {{\text{Grundräumweg}}\quad s_{\mathrm {0} }+{\text{Fahrzeuglänge}}\quad l_{\mathrm {Fz} }}{{\text{Räumgeschwindigkeit}}\quad v_{\mathrm {r} }}}}

{\displaystyle {\text{Einfahrzeit}}\quad t_{\mathrm {e} }={\frac {{\text{Einfahrweg}}\quad s_{\mathrm {e} }}{{\text{Einfahrgeschwindigkeit}}\quad v_{\mathrm {e} }}}}
| Begriff                   | Definition | Hinweis |
| ------------------------- | --- | --- |
| Räumweg sr                | gefahrene Strecke zwischen der Haltlinie des Signals, dessen Grünzeit endet, und dem Konfliktpunkt.                                             | Im Räumweg wird die Fahrzeuglänge lFz mit berücksichtigt. Der Einfachheit halber werden pauschale Längen angesetzt: 6 m für Kraftfahrzeuge (inkl. Lastzüge, Linienbusse etc.), 0 m für Radfahrer, 15 m für Straßenbahnen. |
| Grundräumweg s0           | Weg zwischen Haltlinie und Konfliktpunkt, gemessen in der Mitte des Fahrstreifens                                                               | Im Grundräumweg wird die Fahrzeuglänge lFz nicht berücksichtigt. Mögliche Konflikte zwischen Radfahrern und Fußgängern dürfen unberücksichtigt bleiben. |
| Einfahrweg se             | gefahrene Strecke zwischen der Haltlinie des Signals, dessen Grünzeit beginnt, und dem Konfliktpunkt.                                           | |
| Einfahrzeit te            | Zeitdauer für das Zurücklegen des Einfahrweges.                                                                                                 | |
| Räumgeschwindigkeit vr    | angenommene Mindestgeschwindigkeit, mit der ein Fahrzeug über den Knotenpunkt fährt.                                                            | Für geradeaus fahrende Kraftfahrzeuge wird unabhängig von der zulässigen Höchstgeschwindigkeit 10 m/s angenommen, für Fahrräder 4 m/s, bei Fußgängern 1,2 m/s (Werte zwischen 1,0 und 1,5 m/s sind auch zulässig). |
| Einfahrgeschwindigkeit ve | angenommene maximale Geschwindigkeit, mit der ein Fahrzeug unmittelbar nach Grünbeginn den Knotenpunkt befährt.                                 | Für Kraftfahrzeuge wird normalerweise mit 11,1 m/s gerechnet (unabhängig von der zulässigen Höchstgeschwindigkeit), für Radfahrer mit 5 m/s, für Fußgänger 1,5 m/s (falls der Konfliktbereich nicht direkt am Fahrbahnrand beginnt). |
| Überfahrzeit tü           | Zeitdauer ab Grünende, innerhalb welcher noch damit gerechnet werden muss, dass Fahrzeuge in die Kreuzung einfahren.                            | In den ersten Sekunden nach dem Umspringen des Signals von Grün auf Gelb können Fahrzeuge, die sich kurz vor dem Knotenpunkt befinden, in der Regel nicht mehr zum Stehen gebracht werden. Diese Tatsache wird durch die Überfahrzeit berücksichtigt. Für Kraftfahrzeuge beträgt die angenommene Überfahrzeit in der Regel drei Sekunden (unabhängig von der zulässigen Höchstgeschwindigkeit), für Fahrräder eine Sekunde, für Fußgänger null Sekunden (keine Reaktionszeit). |
| Konfliktpunkt             | Schnittpunkt der Fahrlinie des Fahrzeugs, das den Knotenpunkt verlässt, mit der Fahrlinie des Fahrzeugs, das in den Knotenpunkt einfahren wird. | Maßgeblich als Fahrlinie ist immer der Weg, der von den Fahrzeugen regelmäßig zum Passieren des Knotenpunkts genutzt wird. Werden auf Grund unklarer Knotenpunktgestaltung regelmäßig verschiedene Wege genutzt, ist von der Fahrlinie auszugehen, die zur höchsten berechneten Zwischenzeit führt. |
| Konfliktfläche            | Fläche der Fahrbahn, die sowohl vom räumenden als auch vom einfahrenden Fahrzeug genutzt wird.                                                  | Vereinfachend werden Räum- und Einfahrwege in der Regel jeweils bis zum Konfliktpunkt ermittelt und damit die Fahrzeugbreite außer Acht gelassen. In den Fällen, in denen sich die gefahrenen Wege im spitzen Winkel schneiden, reicht jedoch dieses vereinfachte Verfahren nicht aus, es muss die Konfliktfläche berücksichtigt werden. |

Eher selten wird eine Knotenpunktzufahrt nur von einer einzigen Verkehrsart genutzt. Oft teilen sich Fußgänger und Radfahrer oder Radfahrer und Kraftfahrzeuge eine gemeinsam signalisierte Zufahrt. In solchen Fällen sind die Zwischenzeiten der verschiedenen Verkehrsartkombinationen einzeln zu rechnen. Als Ergebnis wird der höchste errechnete Wert angesetzt, beispielsweise das Ergebnis der Kombination aus den (relativ langsam) räumenden Radfahrern und den (relativ schnell) einfahrenden Kraftfahrzeugen.
Die meisten Steuerungssysteme für Ampelanlagen arbeiten im Sekundentakt. Daher werden die Zwischenzeiten meist auf ganze Sekunden gerundet. Aus Sicherheitsgründen wird dabei stets aufgerundet.
Bei kurzen Räumwegen und langen Einfahrwegen können sich theoretisch auch negative Zwischenzeiten ergeben. Die vorgeschriebene technische Überwachung der Grünverriegelung verhindert jedoch, dass nicht verträgliche Verkehrsströme gleichzeitig „Grün“ bekommen. Daher kann dieser Leistungsvorteil nicht genutzt werden.